# 巖根站
巖根站（日语：／ Iwane eki */?）是位於千葉縣木更津市岩根三丁目5番1號，東日本旅客鐵道（JR東日本）的內房線車站。
在2011年3月，JR和木更津市達成協議，由木更津市負擔費用，把月台延長和改善設備，並預備成為快速停車站。但是由於同月發生東日本大震災，JR的復興計劃進行了變更，使沒有實現這個計劃。

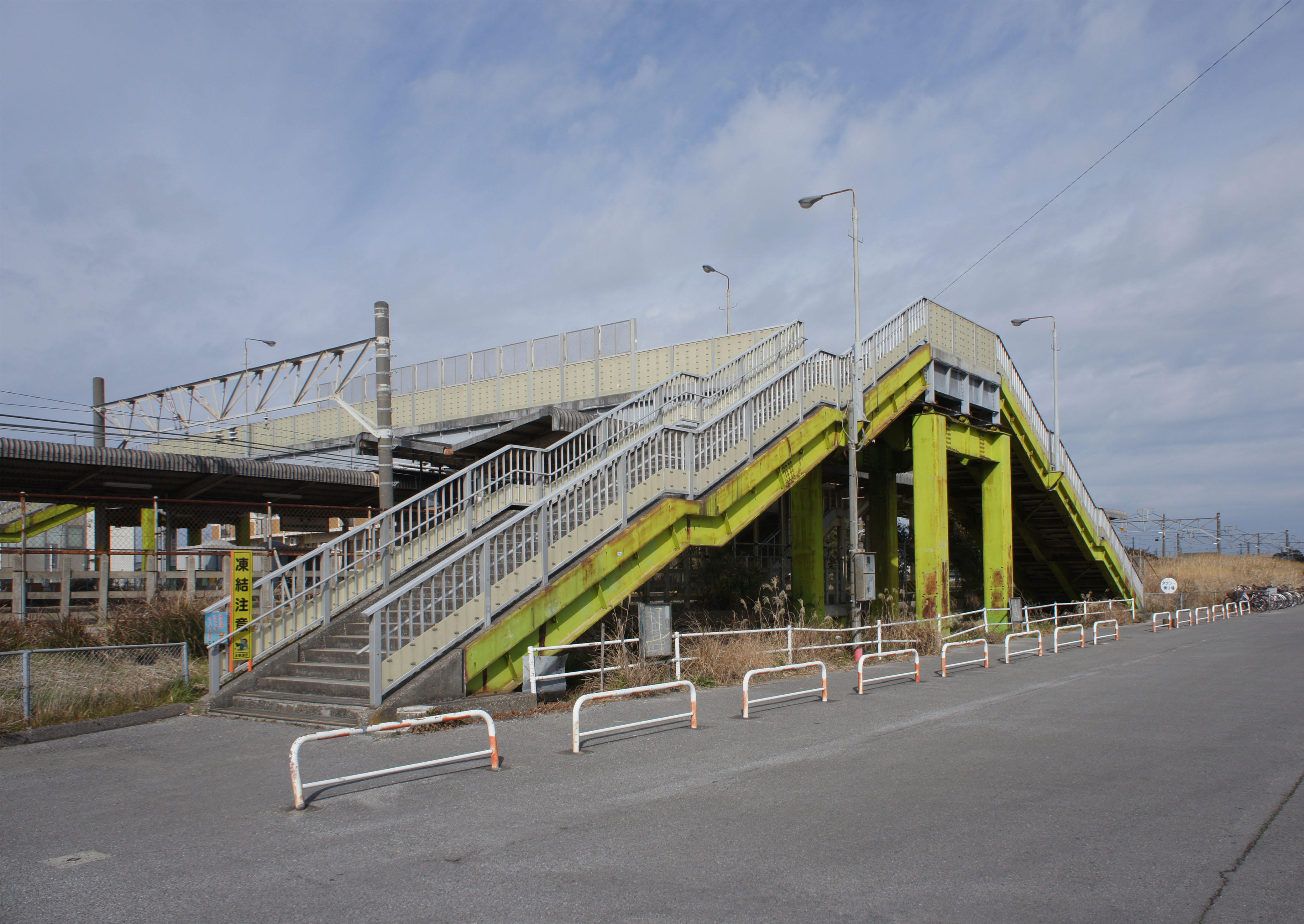
東口（2022年1月）

## 歷史
在開設第2海軍航空廠（現時：航空自衛隊木更津分屯基地）後，當時海軍要求開設此站。
- 1941年（昭和16年）11月20日：國鐵房總西線車站啟用[1]。
- 1972年（昭和47年）7月15日：路線名改為內房線車站[1]。
- 1987年（昭和62年）4月1日：伴隨國鐵分割民營化，車站由東日本旅客鐵道（JR東日本）營運[1]。
- 2001年（平成13年）11月18日：此站可以使用IC卡「Suica」[広報 1]。
- 2007年（平成19年）
  - 3月24日：當日起綠色窗口結業。
  - 3月25日：「你好售票機Kaeru君（日语：もしもし券売機Kaeruくん）」開始運作。
- 2008年（平成20年）10月24日：引入發車音樂。
- 2012年（平成24年）2月23日：「你好售票機Kaeru君」中止運作。
- 2015年（平成27年）3月14日：直通京葉線的快速列車開始停靠此站[2]。

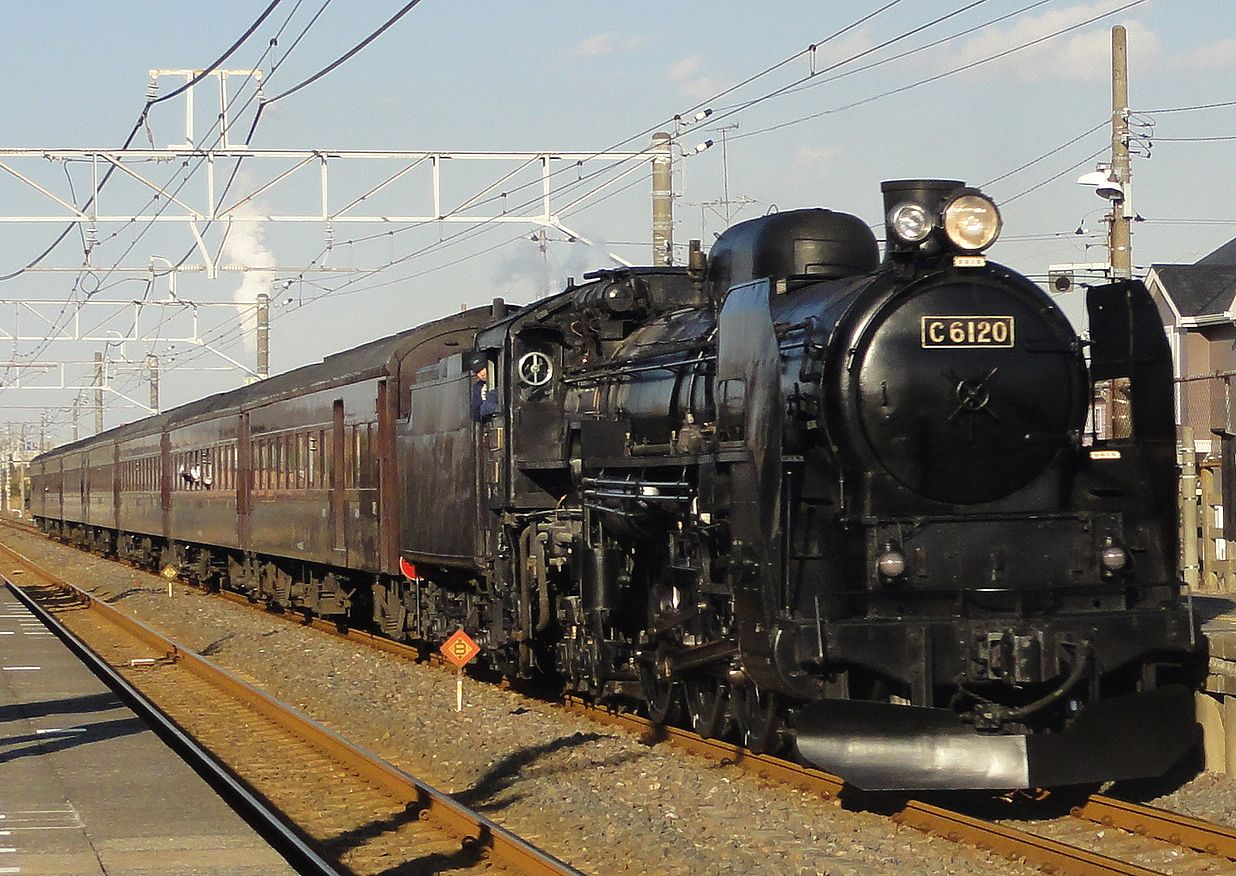
日本國鐵C61形蒸氣機車（2012年2月4日）
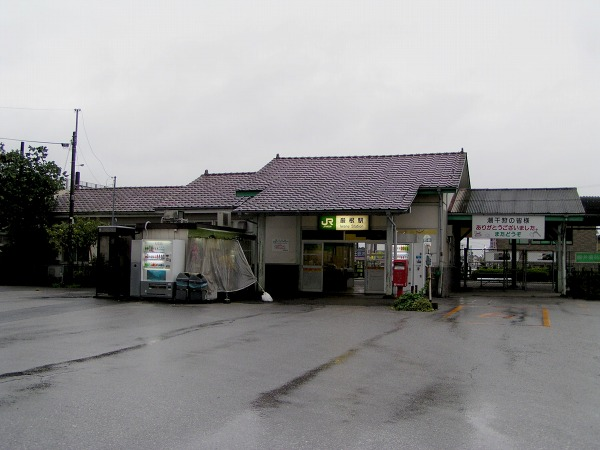
進行站前廣場工程前的車站大樓（2005年10月9日）

## 車站構造

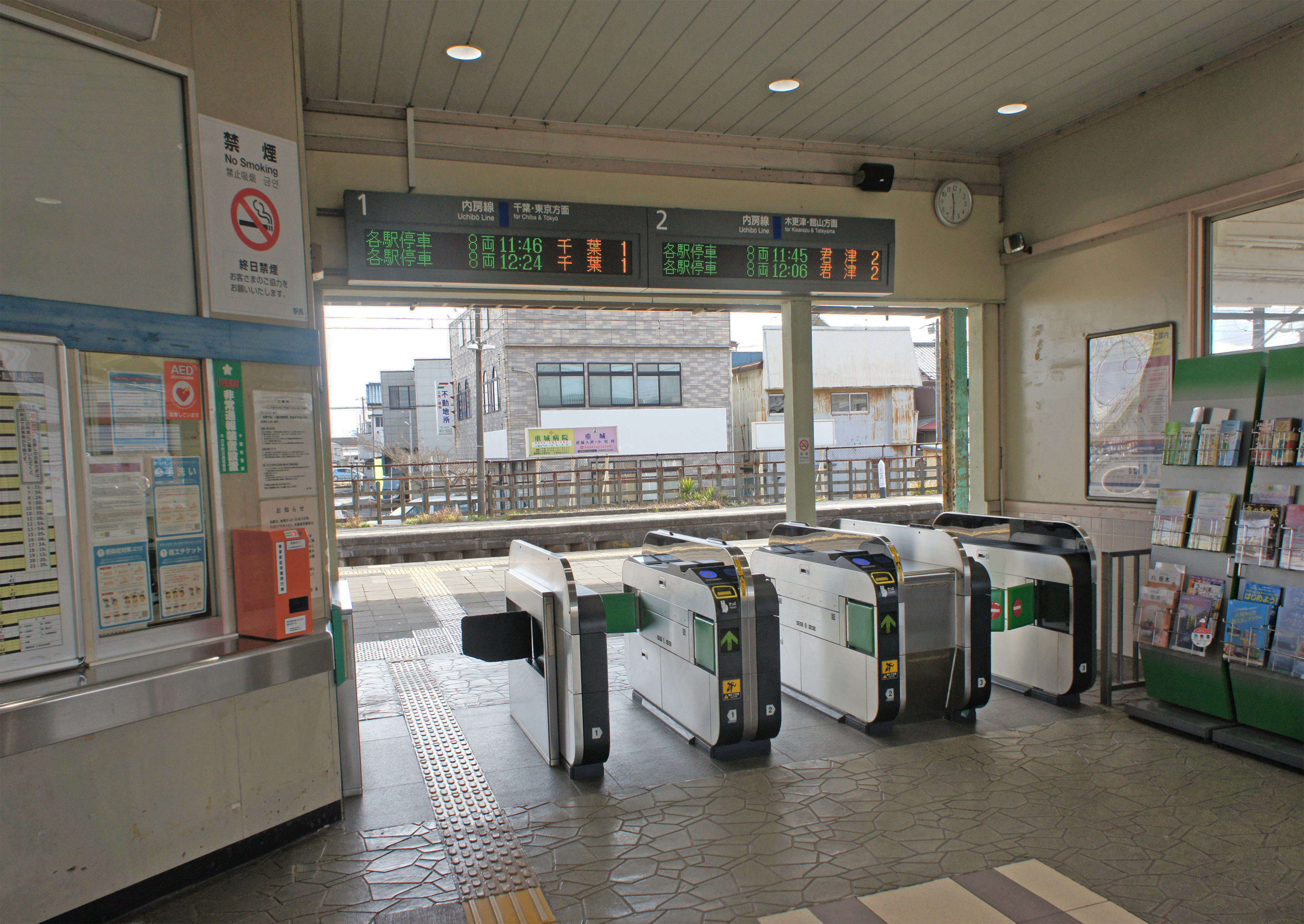
閘口（2022年1月）

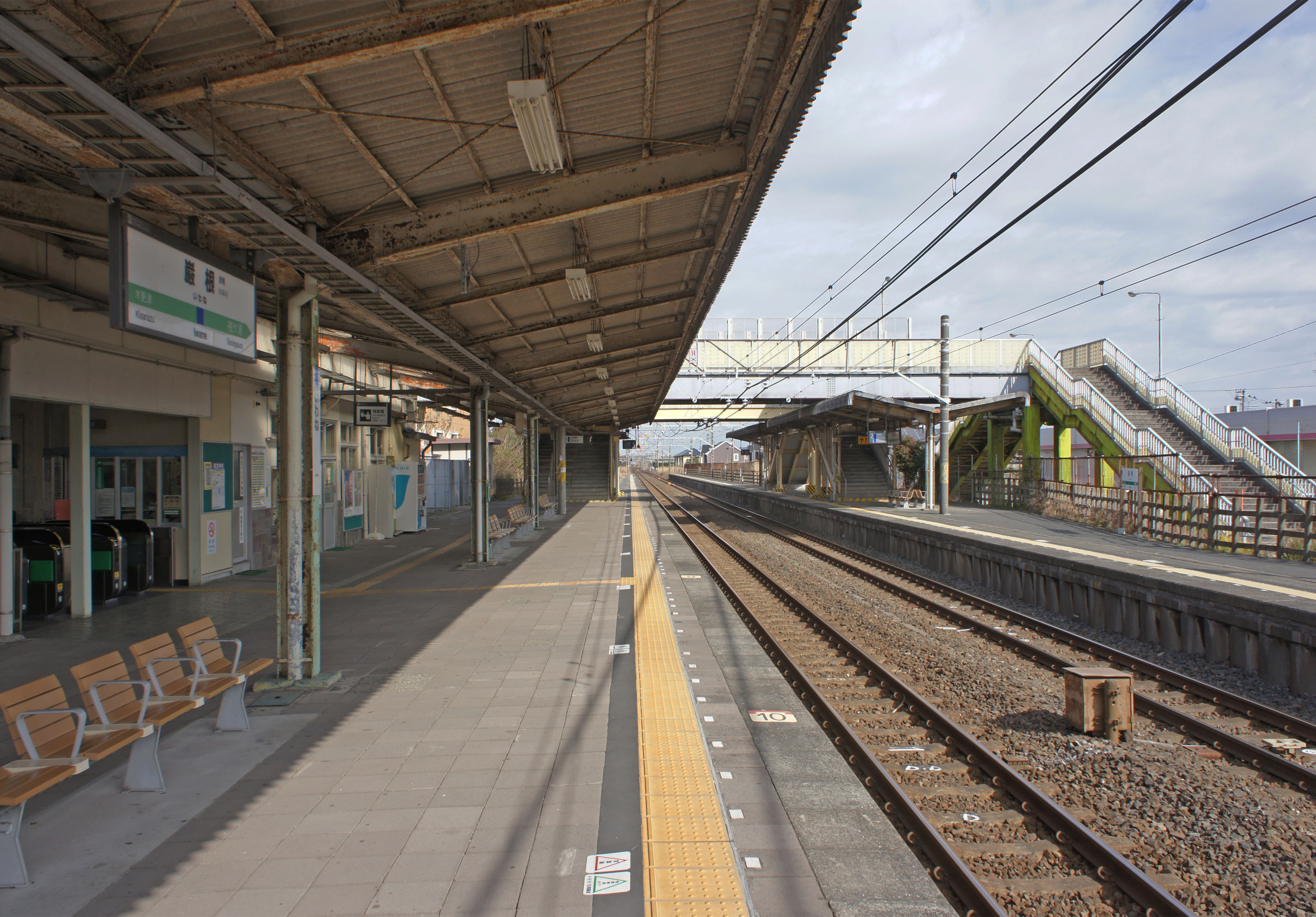
月台（2022年1月）

此站是地面車站，設有2面2線的相對式月台。車站大樓位於上行月台側。兩月台之間設有跨線橋連接。月台沒有提高高度。
此站是由木更津站管理的業務委託車站，委托了JR東日本車站服務負責車站業務。車站內設有自動閘機。曾經車站內設有「你好售票機Kaeru君」（營業時間：6時至21時），後來在2012年2月23日停用。

### 月台
| 月台 | 路線    | 上下行 | 方向             |
| ---- | ------- | ------ | ---------------- |
| 1    | ■內房線 | 上行   | 千葉、東京方向   |
| 2    | ■內房線 | 下行   | 木更津、館山方向 |

參考
月台可容納10卡車廂。

## 使用狀況
在2019年（令和元年）度1日平均乘車人次為1,715人，以下為乘車人次變化列表：
| 乘車人次變化       | 乘車人次變化     | 乘車人次變化 |
| 年度               | 1日平均 乘車人次 | 參考資料     |
| ------------------ | ---------------- | ------------ |
| 1990年（平成02年） | 3,074            | [ * 1 ]      |
| 1991年（平成03年） | 3,090            | [ * 2 ]      |
| 1992年（平成04年） | 3,108            | [ * 3 ]      |
| 1993年（平成05年） | 3,142            | [ * 4 ]      |
| 1994年（平成06年） | 3,112            | [ * 5 ]      |
| 1995年（平成07年） | 3,084            | [ * 6 ]      |
| 1996年（平成08年） | 2,958            | [ * 7 ]      |
| 1997年（平成09年） | 2,744            | [ * 8 ]      |
| 1998年（平成10年） | 2,610            | [ * 9 ]      |
| 1999年（平成11年） | 2,575            | [ * 10 ]     |
| 2000年（平成12年） | 2,499            | [ * 11 ]     |
| 2001年（平成13年） | 2,469            | [ * 12 ]     |
| 2002年（平成14年） | 2,404            | [ * 13 ]     |
| 2003年（平成15年） | 2,313            | [ * 14 ]     |
| 2004年（平成16年） | 2,233            | [ * 15 ]     |
| 2005年（平成17年） | 2,194            | [ * 16 ]     |
| 2006年（平成18年） | 2,135            | [ * 17 ]     |
| 2007年（平成19年） | 2,148            | [ * 18 ]     |
| 2008年（平成20年） | 2,153            | [ * 19 ]     |
| 2009年（平成21年） | 2,038            | [ * 20 ]     |
| 2010年（平成22年） | 1,935            | [ * 21 ]     |
| 2011年（平成23年） | 1,900            | [ * 22 ]     |
| 2012年（平成24年） | 1,913            | [ * 23 ]     |
| 2013年（平成25年） | 1,874            | [ * 24 ]     |
| 2014年（平成26年） | 1,800            | [ * 25 ]     |
| 2015年（平成27年） | 1,821            | [ * 26 ]     |
| 2016年（平成28年） | 1,801            | [ * 27 ]     |
| 2017年（平成29年） | 1,767            | [ * 28 ]     |
| 2018年（平成30年） | 1,755            | [ * 29 ]     |
| 2019年（令和元年） | 1,715            |              |

## 車站周邊

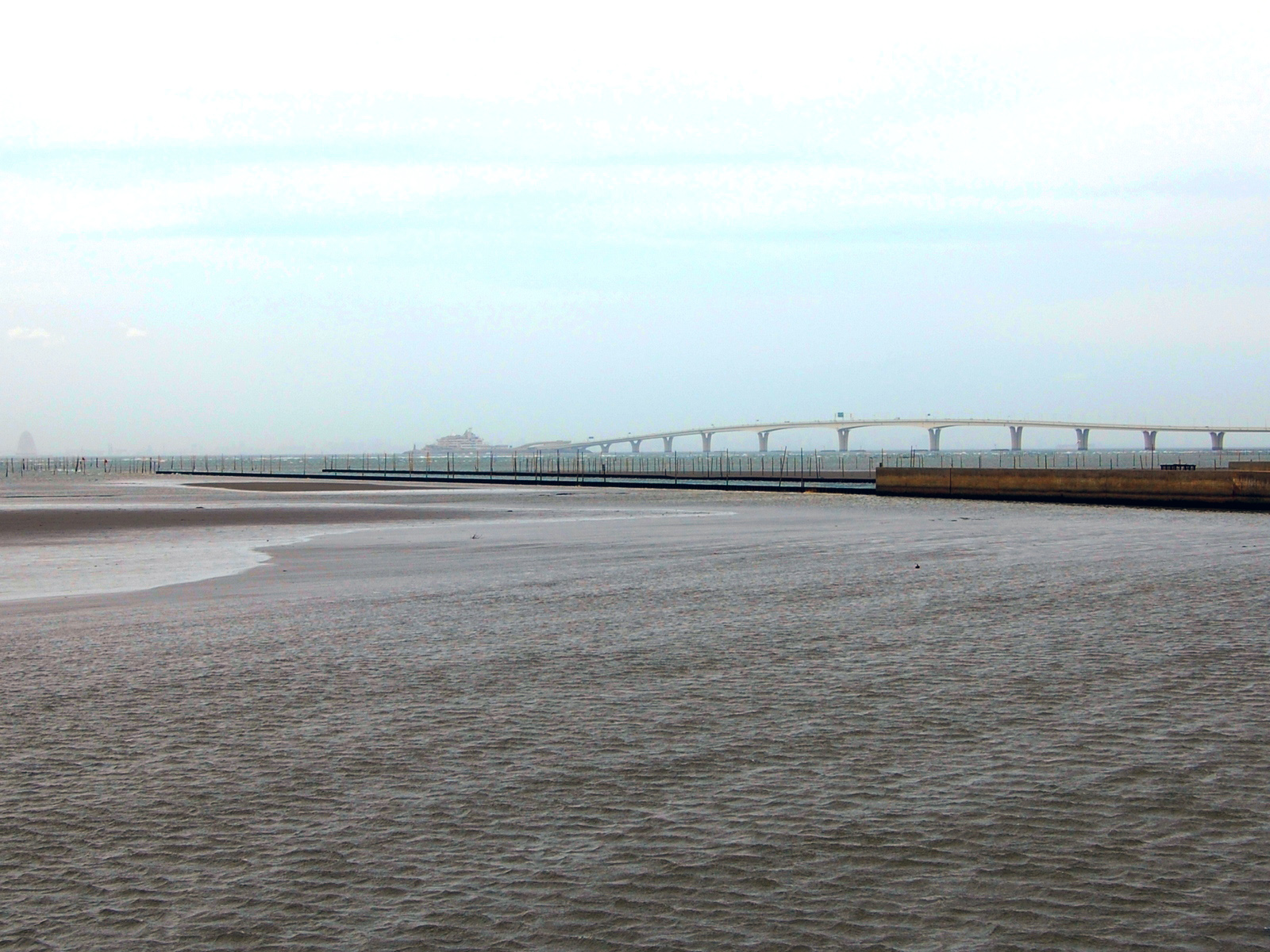
盤洲干潟的前濱干潟

車站鄰近盤洲干潟，為一個挖蛤場地。周邊一帶都是海邊（江川海岸、牛込海岸、金田海岸、久津間海岸），從車站步行約40至50分鐘。
- 東京灣跨海公路、東京灣跨海公路連接路（木更津金田交匯處（日语：木更津金田インターチェンジ））
- 國道16號
- 千葉縣道87號袖浦中島木更津線（日语：千葉県道87号袖ケ浦中島木更津線）
- 千葉縣道235號巖根停車場線（日语：千葉県道235号巌根停車場線）
- 千葉縣道270號木更津袖浦線（日语：千葉県道270号木更津袖ケ浦線）
- 木更津市政廳（日语：木更津市役所） 岩根聯絡所
- 木更津市岩根公民館
- 航空自衛隊第4補給處（日语：航空自衛隊第4補給処）木更津支處
- 海上自衛隊航空補給處（日语：海上自衛隊航空補給処）
- 木更津醫院
- 巖根郵局
- 木更津市立岩根西中學
- 木更津市立金田中學
- 木更津市立岩根小學
- 木更津市立金田小學
- 尾張屋（日语：尾張屋）岩根店
- 吉田屋（日语：吉田屋）岩根店
- Welcia（日语：ウエルシア）木更津岩根店
- 島村（日语：しまむら）岩根店
- 龍宮城超級三日月酒店（日语：ホテル三日月）

## 巴士路線
小湊鐵道巴士路線駛入此站，但是班次較少。
- 經江川、中里、航空隊前 前往木更津站西出口
- 經住吉四角、西山、疊池 前往木更津站西出口
- 經江川、中久津間、金田中學 前往三井OUTLET PARK（日语：三井アウトレットパーク 木更津）
- 經高柳、小櫃橋 三井OUTLET PARK

## 相鄰車站
東日本旅客鐵道（JR東日本）
■內房線
■快速（經總武線）
通過
■通勤快速、■快速（經京葉線）、■快速（經總武線）、■普通（各站停車）
袖浦－巖根－木更津

## 注腳

### 廣報資料、新聞發布等資料
1. ↑   (PDF). 東日本旅客鉄道.   [2020-04-30]. （原始内容 (PDF)存档于2019-07-27） （日语）.

### 使用狀況
1. ↑  千葉縣統計年鑑 （页面存档备份，存于）（日語） - 千葉縣
2. ↑  木更津市統計書 （页面存档备份，存于）（日語） - 木更津市

JR東日本2000年度以後的乘車人次
1. ↑  各駅の乗車人員（2000年度） （页面存档备份，存于）（日語） - JR東日本
2. ↑  各駅の乗車人員（2001年度） （页面存档备份，存于）（日語） - JR東日本
3. ↑  各駅の乗車人員（2002年度） （页面存档备份，存于）（日語） - JR東日本
4. ↑  各駅の乗車人員（2003年度） （页面存档备份，存于）（日語） - JR東日本
5. ↑  各駅の乗車人員（2004年度） （页面存档备份，存于）（日語） - JR東日本
6. ↑  各駅の乗車人員（2005年度） （页面存档备份，存于）（日語） - JR東日本
7. ↑  各駅の乗車人員（2006年度） （页面存档备份，存于）（日語） - JR東日本
8. ↑  各駅の乗車人員（2007年度） （页面存档备份，存于）（日語） - JR東日本
9. ↑  各駅の乗車人員（2008年度） （页面存档备份，存于）（日語） - JR東日本
10. ↑  各駅の乗車人員（2009年度） （页面存档备份，存于）（日語） - JR東日本
11. ↑  各駅の乗車人員（2010年度） （页面存档备份，存于）（日語） - JR東日本
12. ↑  各駅の乗車人員（2011年度） （页面存档备份，存于）（日語） - JR東日本
13. ↑  各駅の乗車人員（2012年度） （页面存档备份，存于）（日語） - JR東日本
14. ↑  各駅の乗車人員（2013年度） （页面存档备份，存于）（日語） - JR東日本
15. ↑  各駅の乗車人員（2014年度） （页面存档备份，存于）（日語） - JR東日本
16. ↑  各駅の乗車人員（2015年度） （页面存档备份，存于）（日語） - JR東日本
17. ↑  各駅の乗車人員（2016年度） （页面存档备份，存于）（日語） - JR東日本
18. ↑  各駅の乗車人員（2017年度） （页面存档备份，存于）（日語） - JR東日本
19. ↑  各駅の乗車人員（2018年度） （页面存档备份，存于）（日語） - JR東日本
20. ↑  各駅の乗車人員（2019年度） （页面存档备份，存于）（日語） - JR東日本

千葉縣統計年鑑
1. ↑  千葉縣統計年鑑（平成3年） （页面存档备份，存于）（日語）
2. ↑  千葉縣統計年鑑（平成4年） （页面存档备份，存于）（日語）
3. ↑  千葉縣統計年鑑（平成5年） （页面存档备份，存于）（日語）
4. ↑  千葉縣統計年鑑（平成6年） （页面存档备份，存于）（日語）
5. ↑  千葉縣統計年鑑（平成7年） （页面存档备份，存于）（日語）
6. ↑  千葉縣統計年鑑（平成8年） （页面存档备份，存于）（日語）
7. ↑  千葉縣統計年鑑（平成9年） （页面存档备份，存于）（日語）
8. ↑  千葉縣統計年鑑（平成10年） （页面存档备份，存于）（日語）
9. ↑  千葉縣統計年鑑（平成11年） （页面存档备份，存于）（日語）
10. ↑  千葉縣統計年鑑（平成12年） （页面存档备份，存于）（日語）
11. ↑  千葉縣統計年鑑（平成13年） （页面存档备份，存于）（日語）
12. ↑  千葉縣統計年鑑（平成14年） （页面存档备份，存于）（日語）
13. ↑  千葉縣統計年鑑（平成15年） （页面存档备份，存于）（日語）
14. ↑  千葉縣統計年鑑（平成16年） （页面存档备份，存于）（日語）
15. ↑  千葉縣統計年鑑（平成17年） （页面存档备份，存于）（日語）
16. ↑  千葉縣統計年鑑（平成18年） （页面存档备份，存于）（日語）
17. ↑  千葉縣統計年鑑（平成19年） （页面存档备份，存于）（日語）
18. ↑  千葉縣統計年鑑（平成20年） （页面存档备份，存于）（日語）
19. ↑  千葉縣統計年鑑（平成21年） （页面存档备份，存于）（日語）
20. ↑  千葉縣統計年鑑（平成22年） （页面存档备份，存于）（日語）
21. ↑  千葉縣統計年鑑（平成23年） （页面存档备份，存于）（日語）
22. ↑  千葉縣統計年鑑（平成24年） （页面存档备份，存于）（日語）
23. ↑  千葉縣統計年鑑（平成25年） （页面存档备份，存于）（日語）
24. ↑  千葉縣統計年鑑（平成26年） （页面存档备份，存于）（日語）
25. ↑  千葉縣統計年鑑（平成27年） （页面存档备份，存于）（日語）
26. ↑  千葉縣統計年鑑（平成28年） （页面存档备份，存于）（日語）
27. ↑  千葉縣統計年鑑（平成29年） （页面存档备份，存于）（日語）
28. ↑  千葉縣統計年鑑（平成30年） （页面存档备份，存于）（日語）
29. ↑  千葉縣統計年鑑（令和元年） （页面存档备份，存于）（日語）

## 外部連結
- 車站資訊（巖根）：東日本旅客鐵道（日語）